# Proagonistes mystaceus
Proagonistes mystaceus là một loài ruồi trong họ Asilidae. Proagonistes mystaceus được Bromley miêu tả năm 1930. Loài này phân bố ở vùng nhiệt đới châu Phi.